# Bernardinum (Praha)
Bernardinum, či Collegium Bernardinum, neboli kolej svatého Bernarda v Praze, byla cisterciácká kolej a studium generale v Praze, založená ve 14. a později obnovená v 17. století.

## Historie
Pražské Bernardinum vzniklo z podnětu Karla IV. v roce 1374 přestavěním staršího domu na cisterciáckou kolej u svatého Bernarda. Ta se nacházela v místě dnešního kostela sv. Bartoloměje, kde stával ve 14. století dům s kazatelskou školu a kaplí svaté Maří Magdalény, coby útočiště kajících se prostitutek, zvaný Jeruzalém, po roce 1372 založený Janem Milíčem z Kroměříže. 
Bernardinum působilo jako jedno z pěti vzdělávacích zařízení, vedle řádových domů dominikánů u sv. Klimenta, augustiniánů u sv. Tomáše, minoritů u sv. Jakuba. Kolej sv. Bernarda, společně s karmelitánskou (dnes františkánskou) komunitou od Panny Marie Sněžné, patřila mezi menší instituce, vyučovalo zde kolem čtyř učitelů teologie. Cisterciácká kolej sv. Bernarda byla zpočátku spravována z nejbližší řádové fundace, tj. ze Zbraslavského kláštera.
V roce 1443 zde byl vybudován ženský domov a v 16. století se v prostorách zde usadili jezuité, kteří zde později vybudovali vlastní kolej - konvikt. 
V letech 1636–1637 byla kolej přenesena do nového působiště v domě pozdějšího zemského soudu na Ovocném trhu a s ním propojeného domu čp. 584/I do ulice Na příkopě, kde opat Jan Greifenfels od hraběnky Marie Maxmiliany ze Šternberka zakoupil dům se zahradou. Prvním rektorem koleje byl profesor mravouky Jiří Pišelius.  V průběhu 17. století zde působili osečtí cisterciáci a od roku 1693 byla kolej opatům Oseckého kláštera přímo podřízena.
Vyučovalo zde, nebo se zde učilo několik mnichů a pozdějších opatů Oseckého kláštera: 
- Joachim Cron, hudebník - studoval zde
- Bernard Scheinpflug, historik, v roce 1836 zde učil italštinu
- Benedikt Littwerig, studoval zde a v roce 1685 se do pražské koleje vrátil, byl ustanoven superiorem (místní představeným koleje) a do roku 1690 zde přednášel filozofii.